# Circuito Urbano de Bacu
O Circuito Urbano de Bacu (em azeri:  Bakı Şəhər Halqası/Бакы Шәһәр Һалгасы, em inglês:  Baku City Circuit) é um circuito de rua na cidade de Bacu, capital do Azerbaijão, que sediou o Grande Prêmio da Europa de Fórmula 1 em 2016. A partir de 2017, o circuito passou a sediar o Grande Prêmio do Azerbaijão.

## Pista

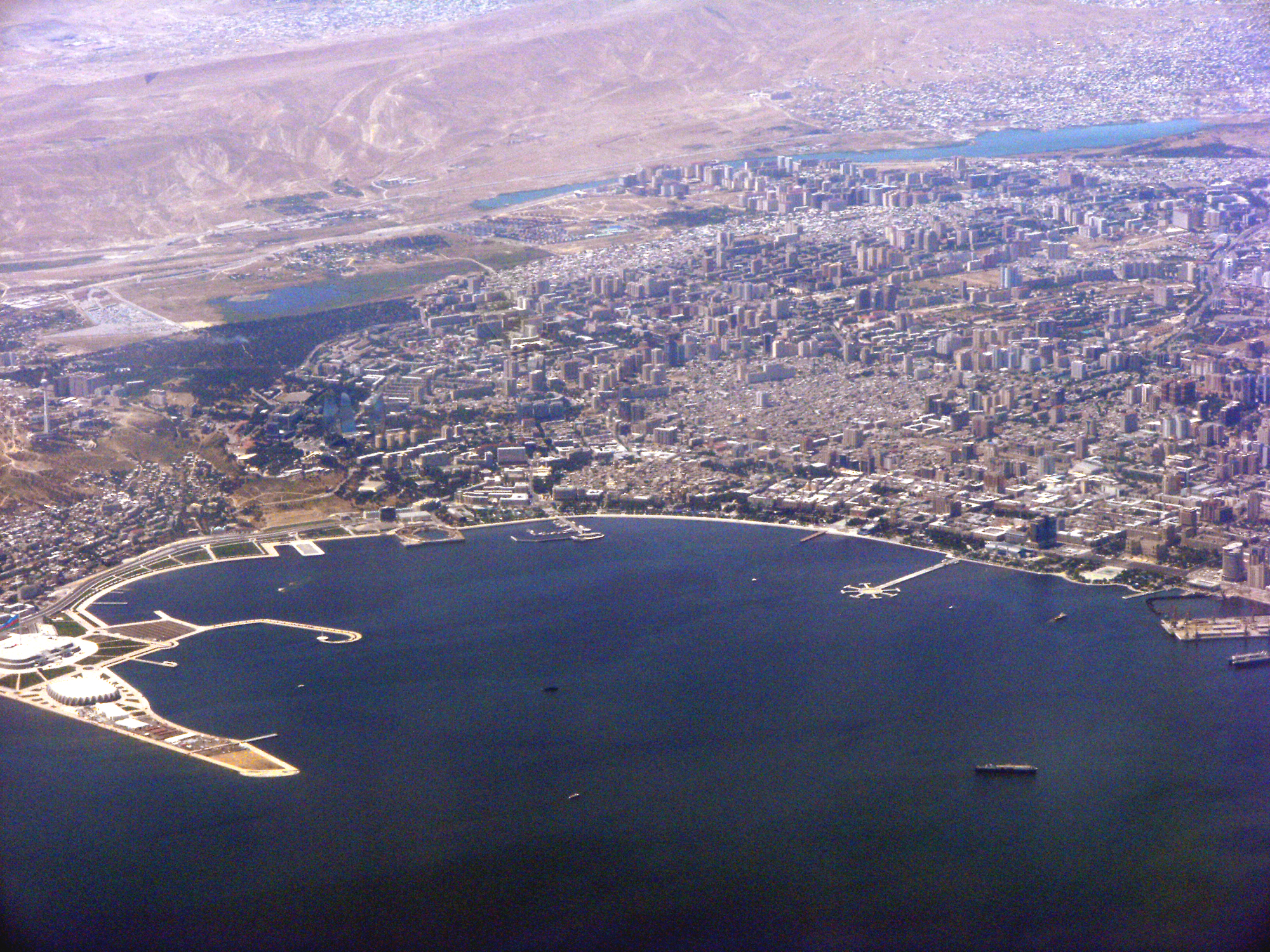
Cidade de Bacu

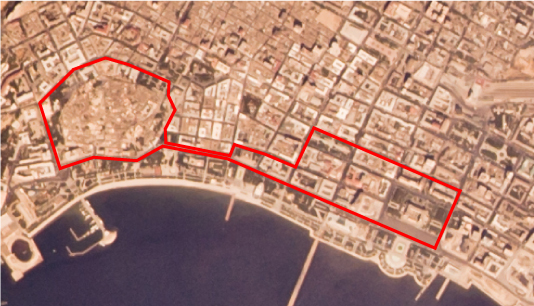
Aerofotografía do Circuito Urbano de Bacu

Um circuito urbano tão estreito como o de Mônaco, com retas tão rápidas como em Montreal, no Canadá, e com quase tantas curvas quanto o de Singapura.
O traçado é de autoria do arquiteto Hermann Tilke, responsável pelos desenhos de diversas pistas do calendário. A prova passa por diversos pontos turísticos, mostrando a mescla entre a arquitetura medieval e os modernos arranha-céus da cidade.
O traçado tem 6km, apenas menor que uma volta ao circuito de Spa-Francorchamps. A pista têm 20 curvas, perdendo apenas para Singapura, com 23,  Abu Dhabi, com 21 e Silverstone.
Mas a grande característica do circuito é sua largura. Ainda que o regulamento exija que as pistas devem ter no mínimo 12m de largura, em Bacu isso é consideravelmente menor, com o máximo de 13m e, em determinados pontos apenas 7,6m. Os carros atualmente têm 1,8m de largura.
A partida e chegada é lugar na praça Azadliq, um dos principais pontos turísticos de Bacu. A velocidade máxima ronda os 360 km/h no final da enorme reta do circuito.

## Vencedores
O fundo azul claro indica que foi denominado Grande Prêmio da Europa.
| Ano                       | Piloto           | Construtor            | Resumo   |
| ------------------------- | ---------------- | --------------------- | -------- |
| 2016                      | Nico Rosberg     | Mercedes              | Detalhes |
| 2017                      | Daniel Ricciardo | Red Bull-TAG Heuer    | Detalhes |
| 2018                      | Lewis Hamilton   | Mercedes              | Detalhes |
| 2019                      | Valtteri Bottas  | Mercedes              | Detalhes |
| Corrida cancelada em 2020 |                  |                       |          |
| 2021                      | Sergio Pérez     | Red Bull Racing-Honda | Detalhes |
| 2022                      | Max Verstappen   | Red Bull-RBPT         | Detalhes |
| 2023                      | Sergio Pérez     | Red Bull-Honda RBPT   | Detalhes |
| 2024                      | Oscar Piastri    | McLaren-Mercedes      | Detalhes |

### Por pilotos, equipes e países que mais venceram1
|          |                  |            |
| Vitórias | Pilotos          | Edições    |
| 2        | Sergio Pérez     | 2021, 2023 |
| 1        | Nico Rosberg     | 2016       |
| 1        | Daniel Ricciardo | 2017       |
| 1        | Lewis Hamilton   | 2018       |
| 1        | Valtteri Bottas  | 2019       |
| 1        | Max Verstappen   | 2022       |
| 1        | Oscar Piastri    | 2024       |

|          |            |                        |
| Vitórias | Construtor | Edições                |
| 4        | Red Bull   | 2017, 2021, 2022, 2023 |
| 3        | Mercedes   | 2016, 2018, 2019       |
| 1        | McLaren    | 2024                   |

|          |               |            |
| Vitórias | País          | Edições    |
| 2        | México        | 2021, 2023 |
| 2        | Austrália     | 2017, 2024 |
| 1        | Alemanha      | 2016       |
| 1        | Reino Unido   | 2018       |
| 1        | Finlândia     | 2019       |
| 1        | Países Baixos | 2022       |

↑1  (Última atualização: GP do Azerbaijão de 2024)